# Pharmacode
Pharmacode, noto anche come  Pharmaceutical Binary Code (Codice Binario Farmaceutico), è un codice a barre utilizzato in alcuni paesi nel settore farmaceutico come sistema di controllo dell'imballaggio. Da non confondere con il codice a barre farmacode o code 32 che è lo standard italiano per il settore farmaceutico. È progettato per essere leggibile nonostante gli errori di stampa. Può essere stampato in diversi colori come un controllo per assicurare che il resto della confezione (che la società farmaceutica deve stampare per proteggersi dalla responsabilità legale) venga stampato correttamente.

## Codifica
Pharmacode può rappresentare un solo numero intero compreso tra 3 a 131070. A differenza di altri codici a barre monodimensionali, Pharmacode non memorizza i dati in base decimale e quindi direttamente interpretabili, ma è codificato in binario. Pharmacode viene letto da destra a sinistra (anche viceversa con scanner omnidirezionali). 
Se definiamo {\displaystyle n} la posizione della barra da destra a sinistra a partire da zero, ciascuna barra sottile aggiunge {\displaystyle 2^{n}} al valore e ciascuna barra larga {\displaystyle 2\times 2^{n}}. Il codice a barre ha un numero variabile di barre tra 2 e 16, in modo che il numero più piccolo che può essere rappresentato è di 3 (2 barre strette) e il più grande è 131.070 (16 barre di larghezza). Vengono utilizzati tutti i colori presenti sull'etichetta.